# Lukáš Houser
Lukáš Houser (* 24. září 1975) je český basketbalista hrající Národní basketbalovou ligu za tým BK Děčín. Hraje na pozici křídla.
Je vysoký 200 cm, váží 97 kg.

## Kariéra
- 1998–2001 : BK Ústí nad Labem
- 2001–2007 : BK Děčín

## Statistiky
| Sezóna   | Soutěž      | Odehrané minuty | Průměr na zápas | Body | Průměr na zápas |
| -------- | ----------- | --------------- | --------------- | ---- | --------------- |
| 1998/99  | Mattoni NBL | 429.0           | 16.5            | 154  | 5.9             |
| 1999/00  | Mattoni NBL | 344.5           | 21.5            | 122  | 7.6             |
| 2000/01  | Mattoni NBL | 1057.6          | 28.6            | 517  | 14.0            |
| 2001/02  | Mattoni NBL | 536.3           | 28.2            | 222  | 11.7            |
| 2002/03  | Mattoni NBL | 976.5           | 27.1            | 284  | 7.9             |
| 2003/04  | Mattoni NBL | 694.0           | 23.9            | 238  | 8.2             |
| 2004/05  | Mattoni NBL | 371.7           | 14.3            | 153  | 5.9             |
| 2004/05  | Český pohár | 17.5            | 17.5            | 8    | 8.0             |
| 2005/06  | Mattoni NBL | 592.2           | 15.2            | 158  | 4.1             |
| 2005/06  | Český pohár | 43.0            | 21.5            | 19   | 9.5             |
| 2006/07* | Mattoni NBL | 299.8           | 16.7            | 107  | 5.9             |

 *Rozehraná sezóna - údaje k 20.1.2007 